# Heilwig Eulenburg
Heilwig Gräfin zu Eulenburg (* 10. September 1939 in Berlin; † 12. März 1975 in Lindau (Bodensee)) war eine deutsche Schriftstellerin.

## Familie
Ihr Vater Botho-Ernst Dietlof Graf zu Eulenburg-Wicken (1903–1944) war Landwirt, Major und Kommandant des Grenadier-Regiments 234 und wurde bei Hlybokaye/Глыбокае im Gouvernement Wilna vermisst gemeldet. Ihre Mutter war die 1916 geborene Adelheid Marianne Viktoria Freiin von Weizsäcker (1916–2004), eine Schwester des deutschen Bundespräsidenten Richard von Weizsäcker und des Physikers und Friedensforschers Carl Friedrich von Weizsäcker. Adelheid verfasste u. a. mit Hans Engels den Band Ostpreussische Gutshäuser in Polen. Heilwig Eulenburg war eine Enkelin des Offiziers, Staatssekretärs und Kriegsverbrechers Ernst Heinrich Freiherr von Weizsäcker (1882–1951) und der Marianne, geb. von Grävenitz (1889–1983). Sie hatte eine jüngere Schwester Apollonia.

## Werdegang
Sie verbrachte ihre frühe Kindheit auf dem Familiengut Wicken/Klimówka in Ostpreußen und lebte nach der Vertreibung der Deutschen mit ihrer Familie in Lindau am Bodensee. Ihre Gymnasialzeit von Anfang der 1950er Jahre bis zum Abitur 1958 verbrachte sie im Internat an der Schule Birklehof. In ihrer Studienzeit und danach noch vier Jahre lebte sie in München und ab 1970 wieder in Lindau, wo sie 1975 nach langer Krankheit im Alter von 35 Jahren verstarb. Auch ihre Grabstätte ist laut J.W. König in Lindau am Bodensee. Die schwere körperliche Krankheit, die Heilwig Eulenburg zunehmend ihrer Bewegungsfähigkeit beraubte, prägte ihr Leben als Erwachsene und ihr Werk.
Heilwig Eulenburg schloss ein Studium der Romanistik ab. Raimund Büdel beschreibt in seinen Erinnerungen an seine Münchner Studentenjahre, sie zwar kennengelernt zu haben, aber nicht recht Zugang zu ihr gefunden zu haben. Eulenburgs 1966 approbierte Dissertation Bewältigung des Leidens im französischen Roman nach dem Zweiten Weltkrieg wurde 1966 an der Philosophischen Fakultät der Ludwig-Maximilians-Universität München als Heft 23 der von F. Rauhut und H. Rheinfelder herausgegebenen Münchener romanistischen Arbeiten sowie 1967 im Max Hueber Verlag in München veröffentlicht.
1967 veröffentlichte Die Zeit auf drei Seiten fünf autobiographisch konnotierte Skizzen unter dem Titel Kindheitserinnerungen. 1969 erschien ebenfalls in der Zeit ihr Text Und doch Mensch sein.
1970 erschien ihr erstes Buch, eine Sammlung von in fünf Teile untergliederten Texten unter dem Titel Zu nah, eine 2. Auflage erschien 1972. In diesem Buch reflektierte sie in großer Offenheit und ausdrucksstarker Sprache ihr Leben, ihr Verhältnis zu ihrer Familie und insbesondere zu ihrer Schwester Apollonia und vor allen Dingen ihr langjähriges Leben mit einer schweren Krankheit. Ihre einzig an präziser Reflexion von Wahrnehmung und Seelenzuständen orientierte Schreibweise gibt Zeugnis von Eulenburgs scharfsinnigem und durchwegs eigenständigem Denken, geht bis zur Neubildung von Worten, wo dies der Autorin geboten erscheint, um sich kurz und treffend auszudrücken und kommt ohne die damals noch weitgehend aufrechte Trennung von Literatur und Analytik bzw. zwischen autobiografischer Skizze, Lyrik und Erzählung aus. 1974 kam bei Piper eine weitere Auflage des Werks heraus.
1976 erschien posthum ihr zweites literarisches Werk Woanders, in dem Eulenburg ihre auf Erkenntnis und persönliche Entwicklung abzielende Auseinandersetzung mit ihrem Leben und ihrer Krankheit konsequent fortsetzte.

## Publikationen
- Kindheitserinnerungen. In: Die Zeit. Hamburg, 24. November 1967.[20]
- Und doch Mensch sein – zur Krankheit verdammt. In: Die Zeit. Nr. 50, 12. Dezember 1969.[21]
- Zu nah. (= Roter Schnitt). 2. Auflage. Piper Verlag, 1970, ISBN 3-492-01858-0.
- Woanders. Biederstein, München 1976, ISBN 3-7642-0157-6.

## Rezeption
- Helmut Barz, Statt einer Buchbesprechung; über Heilwig Eulenburgs Band „Zu nah“, Evangelische Verlagsanstalt Leipzig (Hrsg.), Quatember, Vierteljahreshefte für Erneuerung und Einheit der Kirche, Heft 43, 1971
- Martin Gregor-Dellin: Schreiben als einzige Hoffnung; Heilwig Eulenburgs Krankheitsbericht. In: Die Zeit. Nr. 49, 4. Dezember 1970.[22]

## Korrespondenz
In Literaturarchiven erhaltene Korrespondenz (Zugang z. T. durch Datenschutz limitiert):
- 4 Briefe an Carl Jacob Burckhardt, denen z. T. Kurzgeschichten beigelegt sind, sowie 2 Antwortbriefe; Zeitraum: 1969–73[24]
- Briefwechsel mit Hans Bender
- Briefwechsel mit Klaus Piper
- Briefwechsel mit Hans Dieter Müller
- Briefwechsel mit Hans Paeschke
- Briefwechsel mit Urs Widmer